# 芹洋乡
芹洋乡，是中华人民共和国福建省宁德市寿宁县下辖的一个乡镇级行政单位。

## 行政区划
芹洋乡下辖以下地区：
芹洋村、下修竹村、上修竹村、发竹坪村、尤溪村、溪源村、阜莽村、茗坑村、山底村、九岭村、官路洋村、广地村、底洋村、可观村、山头村、甲延岔村和下坪碓村。